# Ulica Oświęcimska w Tychach
Ulica Oświęcimska w Tychach – jedna z głównych i najruchliwszych ulic Tychów będąca na większym odcinku fragmentem drogi krajowej nr 44.
Nazwa ul. Oświęcimska pochodzi z faktu, że droga ta jest wylotówką na Oświęcim.

## Przebieg
Swój początek bierze od skrzyżowania z ul. Katowicką i Mikołowską, z którą tworzy główną trasę przelotową przez miasto od strony zachodniej, biegnąc dalej do skrzyżowania świetlnego z ul. Główną, Kościelną i Turyńską. Od tego momentu ul. Turyńska biegnąca na północ od fabryki Fiata stanowi jej przedłużenie do wschodniej granicy miasta z Bieruniem jako fragment drogi krajowej nr 44, a sama ul. Oświęcimska ma swoje drugie, właściwe przedłużenie biegnące równolegle do ul. Turyńskiej i omija fabrykę Fiata od strony południowej. 
Przy fabryce trasa biegnie na granicy miasta z Bieruniem, gdyż ona na odcinku ok. 2 km biegnie wzdłuż osi jezdni, dzięki czemu pas północny leży w granicach Tychów, a południowy w granicach Bierunia, po czym przy skrzyżowaniu z ul. Lędzińską pas północny wchodzi w granicę Bierunia.

## Otoczenie
- Browar Książęcy w Tychach
- Tyskie Muzeum Piwowarstwa
- Muzeum Miejskie w Tychach
- Śląska Giełda Kwiatowa
- Cmentarz komunalny w Wartogłowcu
- Stacje paliw BP, PKN Orlen
- Restauracja KFC
- Sieci handlowe
- Salony i komisy samochodowe
- Siedziby firm w większości lokalnych
- Niska zabudowa mieszkalna
- Ogrody działkowe
- Stawy (hodowla ryb)